# عيسى بن محمد الطوماري
أَبُو عَلِيٍّ عيسى بن محمد بن أحمد الجريجي الطوماري البَغْدَادِيُّ، أحدُ رواة الحديث، من ذرية ابن جريج، وكان هو قد شهر بصحبة ابن طومار الهاشمي فنسب إليه. مولده في أول سنة اثنتين وستين ومائتين، وعاش ثمانيا وتسعين سنة وأياما وتُوفي في صفر سنة ستين وثلاث مائة. قال عنه الذهبي: «الشَّيْخُ المحدِّث المعمَّر، مُسْنِدُ العِرَاقِ».

## روايته للحديث النبوي
- حَدَّثَ عَن: الحارث بن أبي أسامة، وأبي بكر بن أبي الدنيا، وإبراهيم الحربي، وبشر بن موسى، ومحمد بن يونس الكديمي، وجعفر بن أبي عثمان الطيالسي، ومحمد بن أحمد بن البراء، وكان يذكر أن عنده عن أحمد بن أبي خيثمة «تاريخه».[1]
- حَدَّثَ عَنْهُ: ابن رزقويه، وعلي بن عبد الله العيسوي، وابن داود الرزاز، وأبو علي بن شاذان، وأبو نعيم الحافظ، وآخرون.[1]
- الجرح والتعديل قال ابن الفرات الحافظ: «لَمْ يَكُنْ بذَاكَ، حدَّثَ مِنْ غَيْرِ أُصُوْلٍ فِي آخِرِ أَمرِهِ»، وَقال ابن أبي الفوارس: «كَانَ يُذكرُ أَنَّ عِنْدَهُ (تَاريخَ) ابنِ أَبِي خَيْثَمَةَ، وَكُتُبَ ابْنِ أَبِي الدُّنْيَا، وَلَمْ يَكُنْ لَهُ أُصُوْلٌ، وَكَانَ يحفظُ حكَايَاتٍ، وَقِيْلَ: إِنَّهُ قُرِئَ عَلَيْهِ (الكَاملُ) للمُبَرِّدِ من غَيْرِ كِتَابِهِ».[1]